# Hydrotaea meridionalis
Hydrotaea meridionalis är en tvåvingeart som beskrevs av Josef Aloizievitsch Portschinsky 1882. Hydrotaea meridionalis ingår i släktet Hydrotaea och familjen husflugor. Arten är reproducerande i Sverige. Inga underarter finns listade i Catalogue of Life.